# Zalău
Zalău (węg. Zilah, niem. Zillenmarkt lub Waltenberg) – miasto w północno-zachodniej Rumunii, u podnóża gór Meseș, nad rzeką Zalău (dopływ Krasny), ośrodek administracyjny okręgu Sălaj. Ma około 62,9 tys. mieszkańców.
W mieście rozwinął się przemysł drzewny, materiałów budowlanych, metalowy, spożywczy, odzieżowy oraz ceramiczny.